# Жора, Этьенн
Этье́нн Жора́ (фр. Étienne Jeaurat; 9 февраля 1699, Верментон — 14 декабря 1789, Версаль) — французский живописец. Младший брат гравёра Эдма Жора.

## Биография
Этьенн родился в семье Никола Жора и Мари Бурдиа из Верментона, которые торговали винами под маркой «Tête-Noire». Этьенн осиротел в раннем возрасте.
Его старший брат, гравёр Эдм Жора, доверил его Никола Флёгельсу, другу Антуана Ватто, который обучал его, в 1724 году взял с собой в поездку в Рим и в дальнейшем оказывал значительное влияние на его творчество. Флёгельс был назначен директором Французской академии в Риме.
По возвращении в Париж в 1731 году кандидатуру Жора утвердила Королевская академия, а 24 июля 1733 года Этьенн Жора был принят в члены Королевской Академии живописи и скульптуры в качестве «исторического живописца», представив картину «Приключение Пирама и Фисбы». В 1743 году он получил должность профессора, с 1765 года был ректором и, наконец, с 1781 года — канцлером академии. Кроме того, с 1767 по 1775 год Этьенн Жора был хранителем Версальской картинной галереи.
В 1737 году он впервые показал свои картины в Квадратном Салоне Лувра, тогда ещё не музея, а дворца. Он продолжал регулярно выставлять там свои работы до 1789 года.

## Творчество
Этьенн Жора добился значительного успеха произведениями на исторические и мифологические сюжеты, портретами и натюрмортами, часто подражая стилю Шардена. Но более всего его привлекал бытовой жанр. В частности, его «разговорные произведения» в стиле Давида Тенирса Младшего обеспечили ему популярность до такой степени, что его называли «французским Тенирсом».
Жора был мастером в изображении живых сцен на улицах Парижа, таких как «Препровождение „девушек удовольствий“ в Сальпетриер через Ворота Сен-Бернар» (1757), изображающая проституток, перевозимых в тюрьму Сальпетриер. Он также написал серию из восьми работ, изображающих сцены из басен Лафонтена.
Писал исторические и бытовые картины, с которых гравировали лучшие мастера его времени. Из многочисленных произведений Жора наиболее удачными считаются «Таинство пресвятой Троицы» (гравировал Гаспар Дюшанж), «Святой Филипп Нери» (гравировал Жан Жозеф Балешу), «Диоген, разбивающий раковину, служившую ему для питья» (Лувр, Париж) и «Введение Девы Марии в храм» (гравировал Клод Дюфло). В санкт-петербургском Эрмитаже имеются две небольших картины.

## Галерея

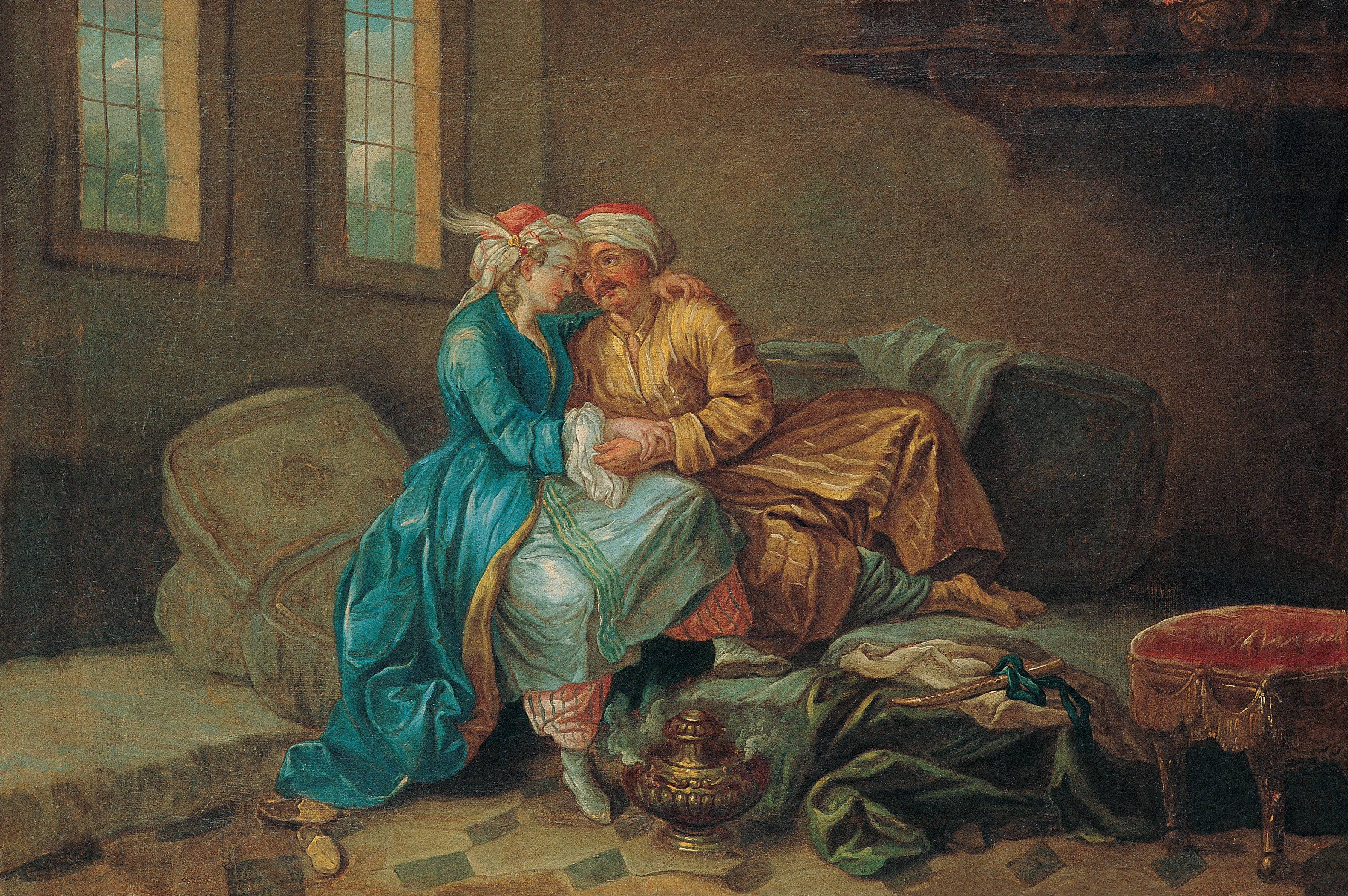
Фаворитка султана. Холст, масло. Музей Пера, Стамбул
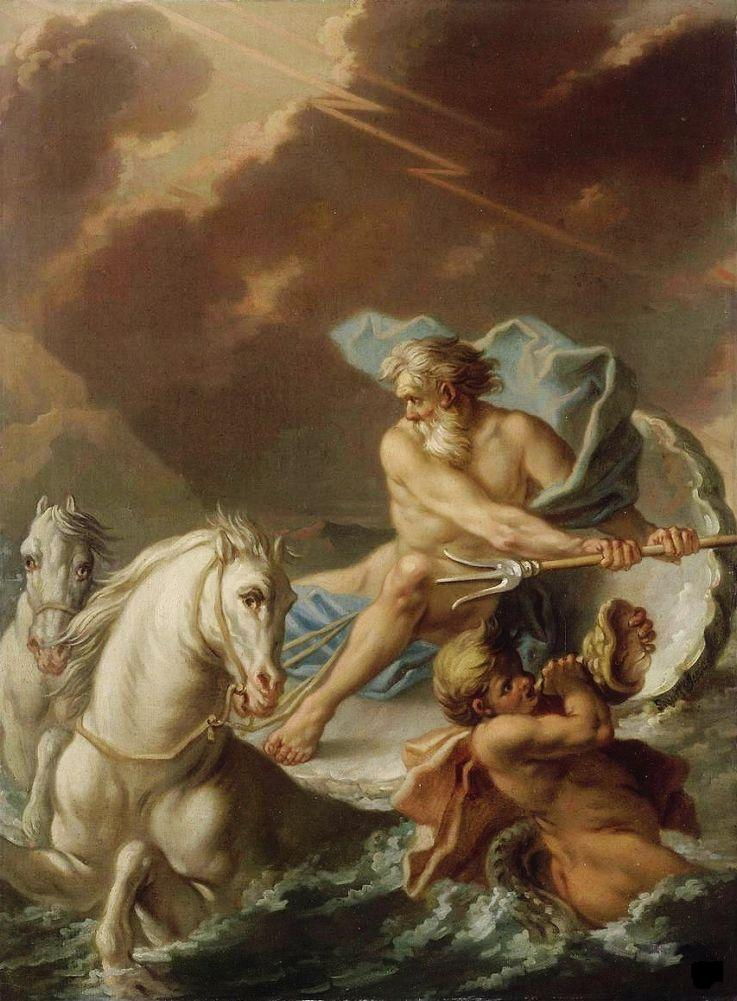
Нептун. Холст, масло. Лувр, Париж
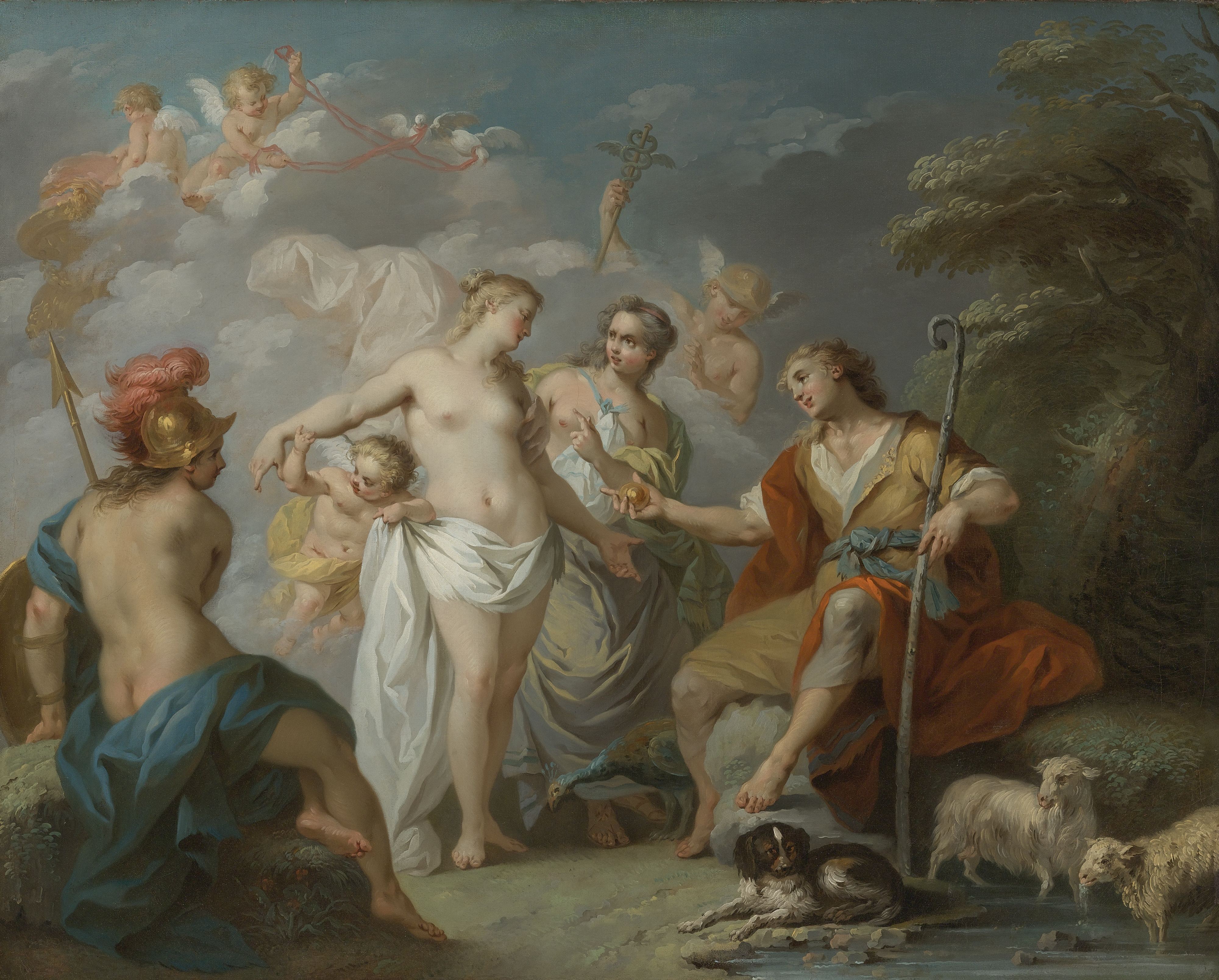
Суд Париса. Холст, масло. Частное собрание
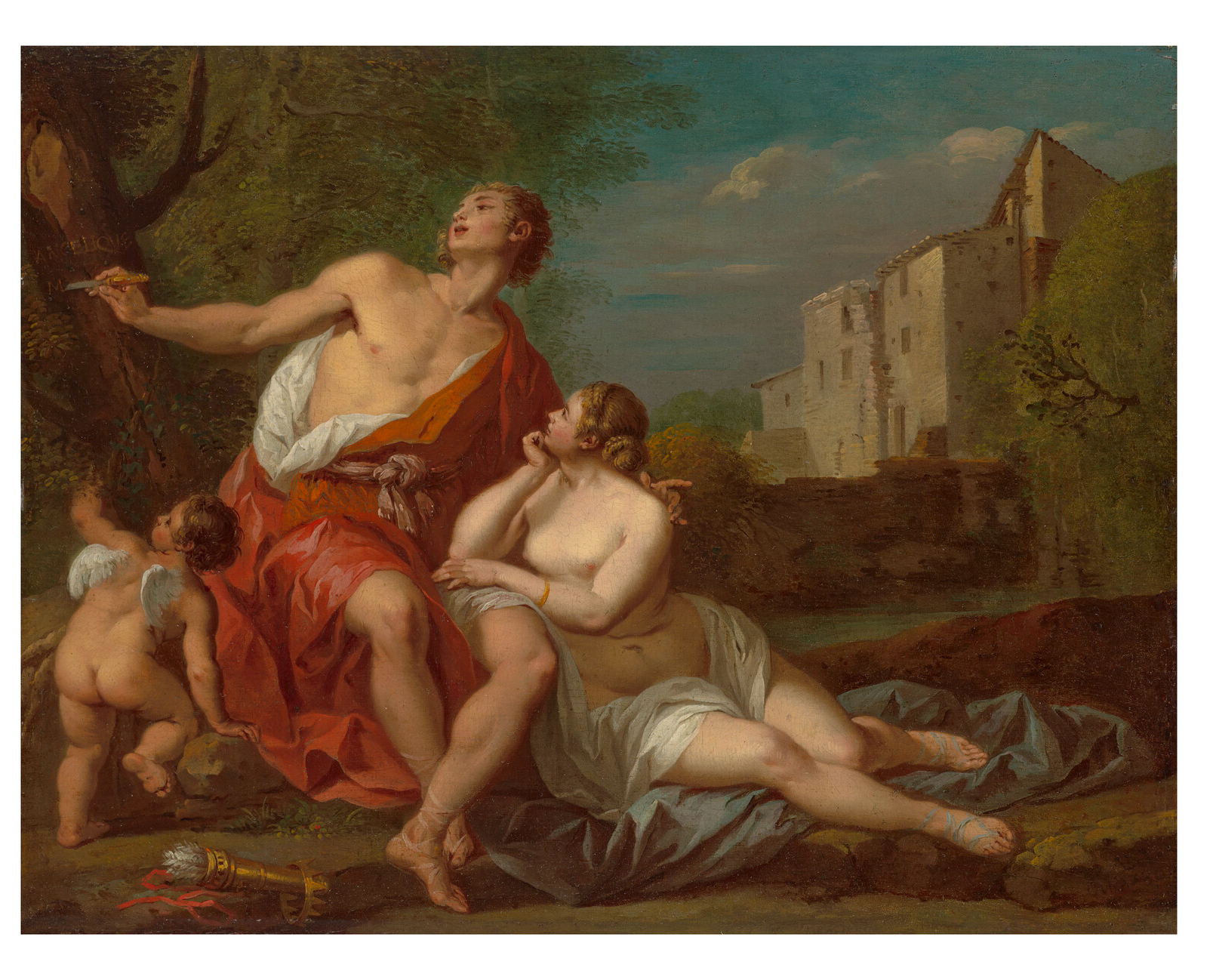
Анжелика и Медоро. Дерево, масло. Версаль
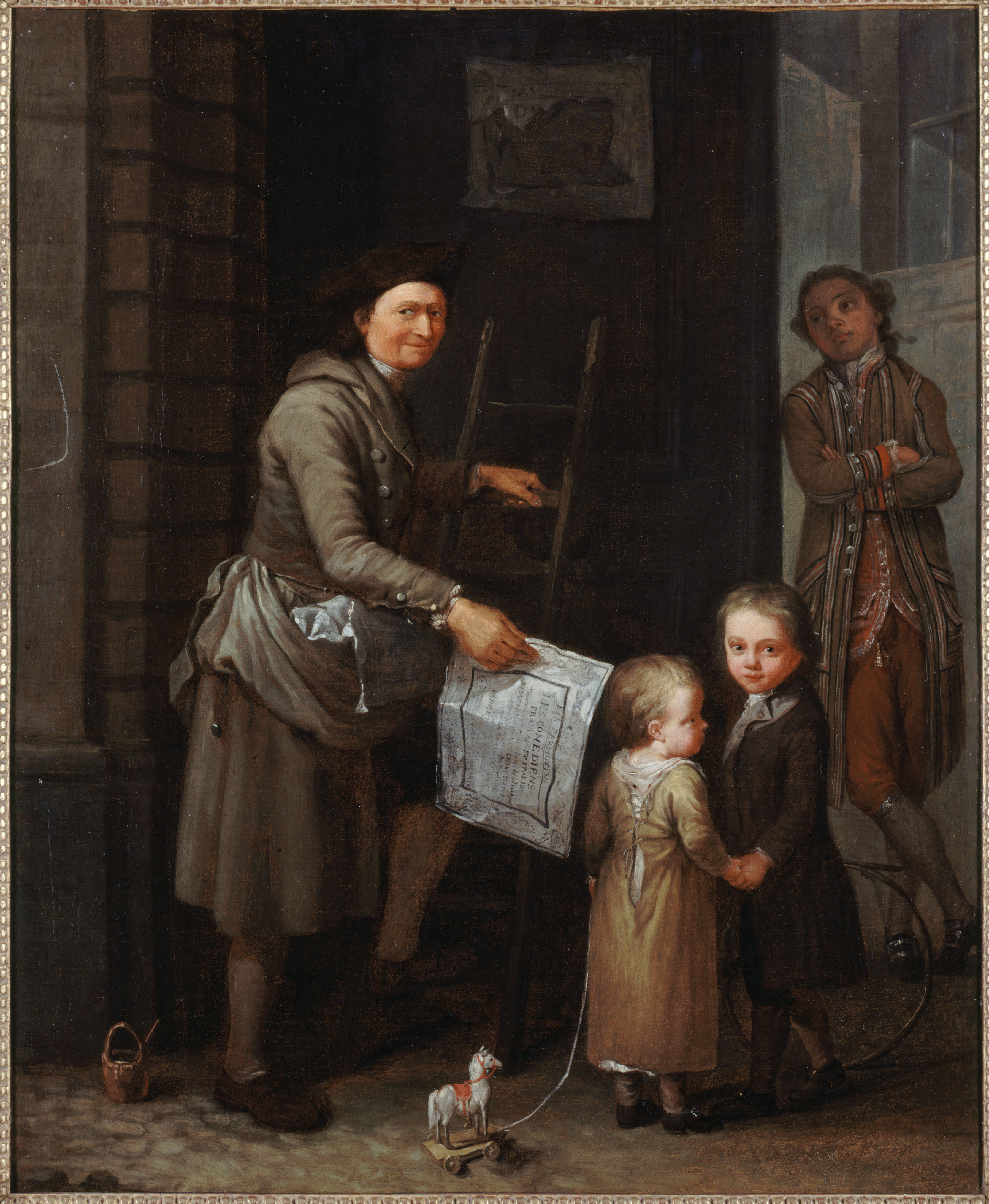
Расклейщик афиш. Между 1735 и 1740. Музей Карнавале, Париж
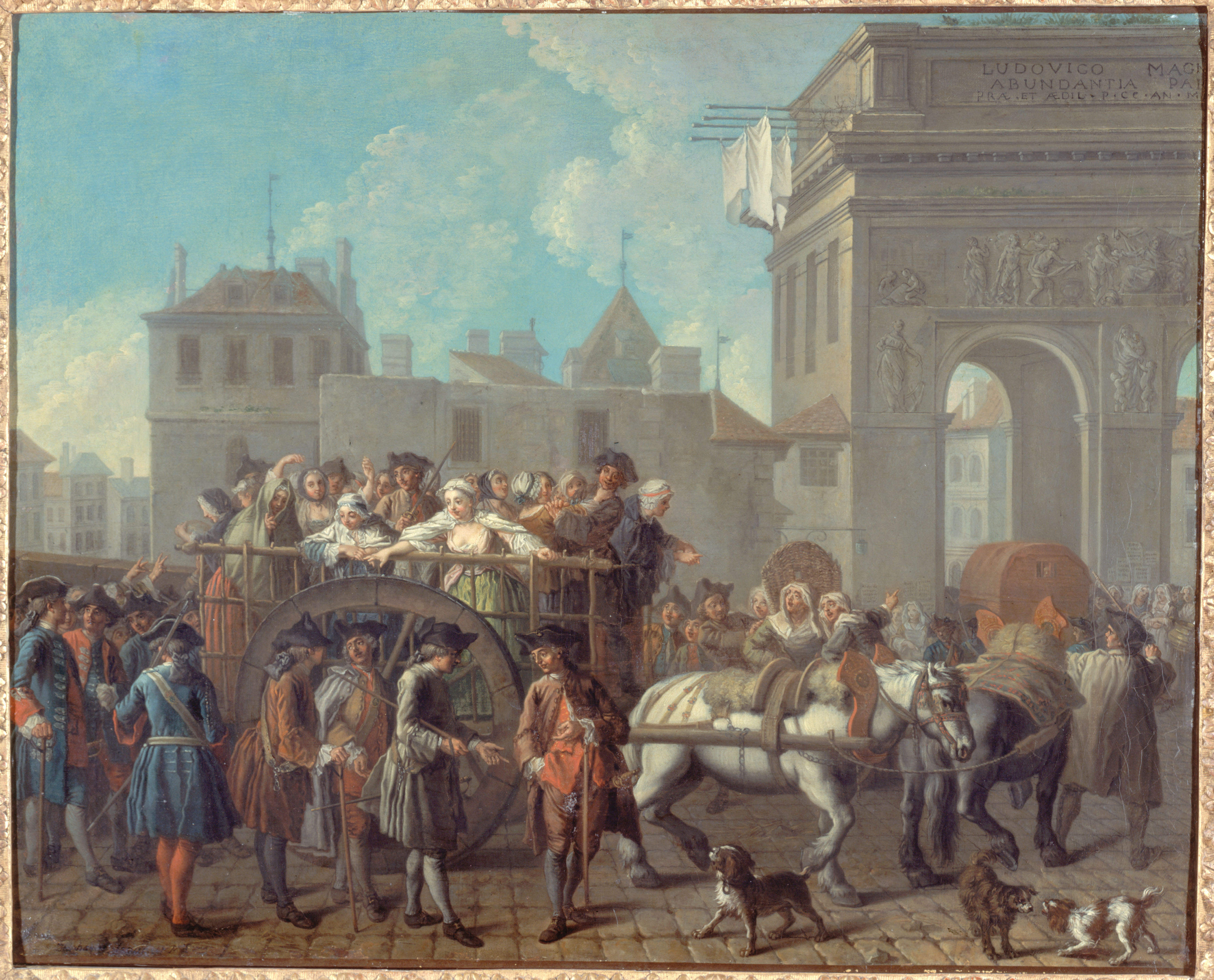
Препровождение «девушек удовольствий» в Сальпетриер через Ворота Сен-Бернар. 1757. Музей Карнавале, Париж
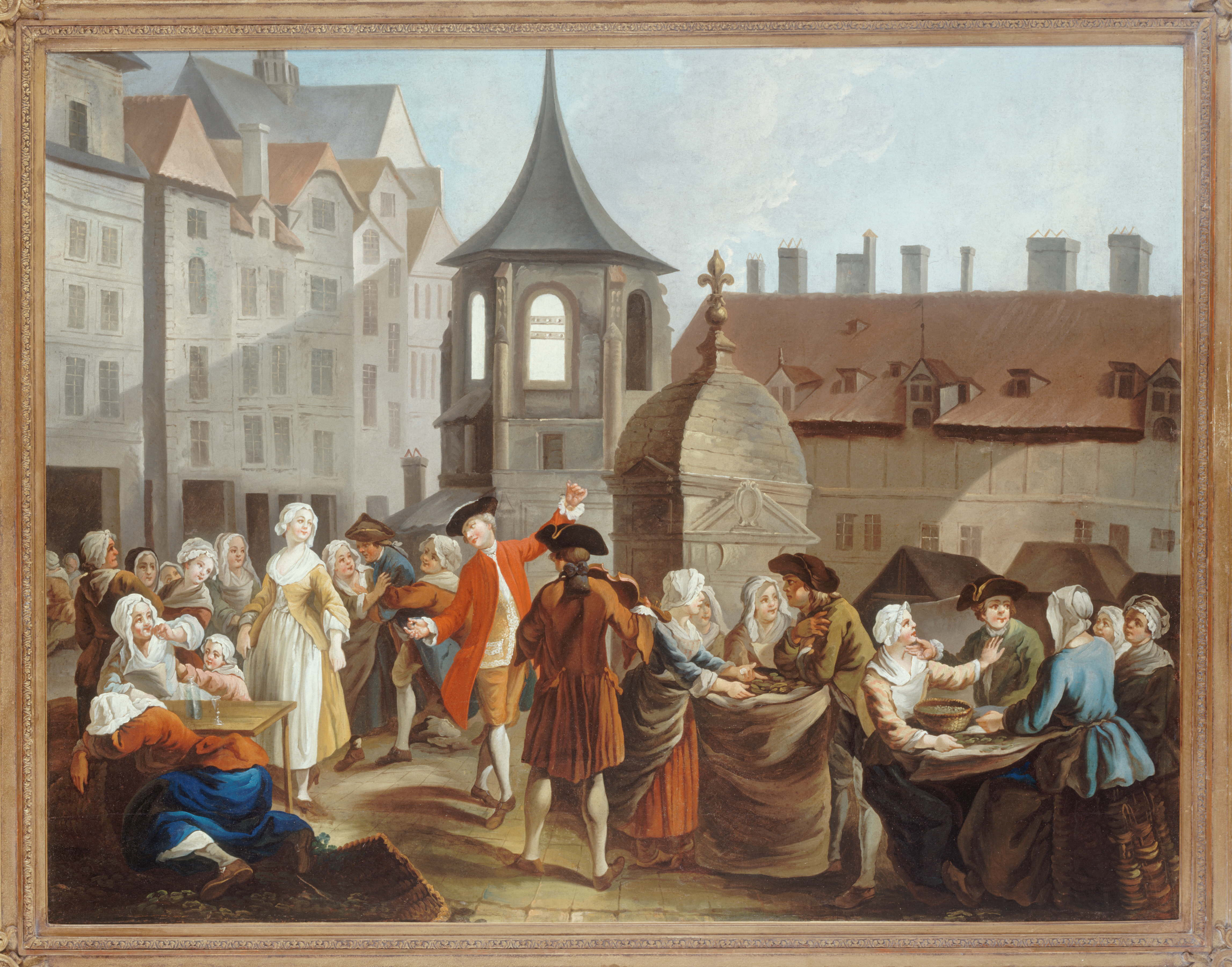
Продавщицы гороха из Галле. Музей Карнавале, Париж
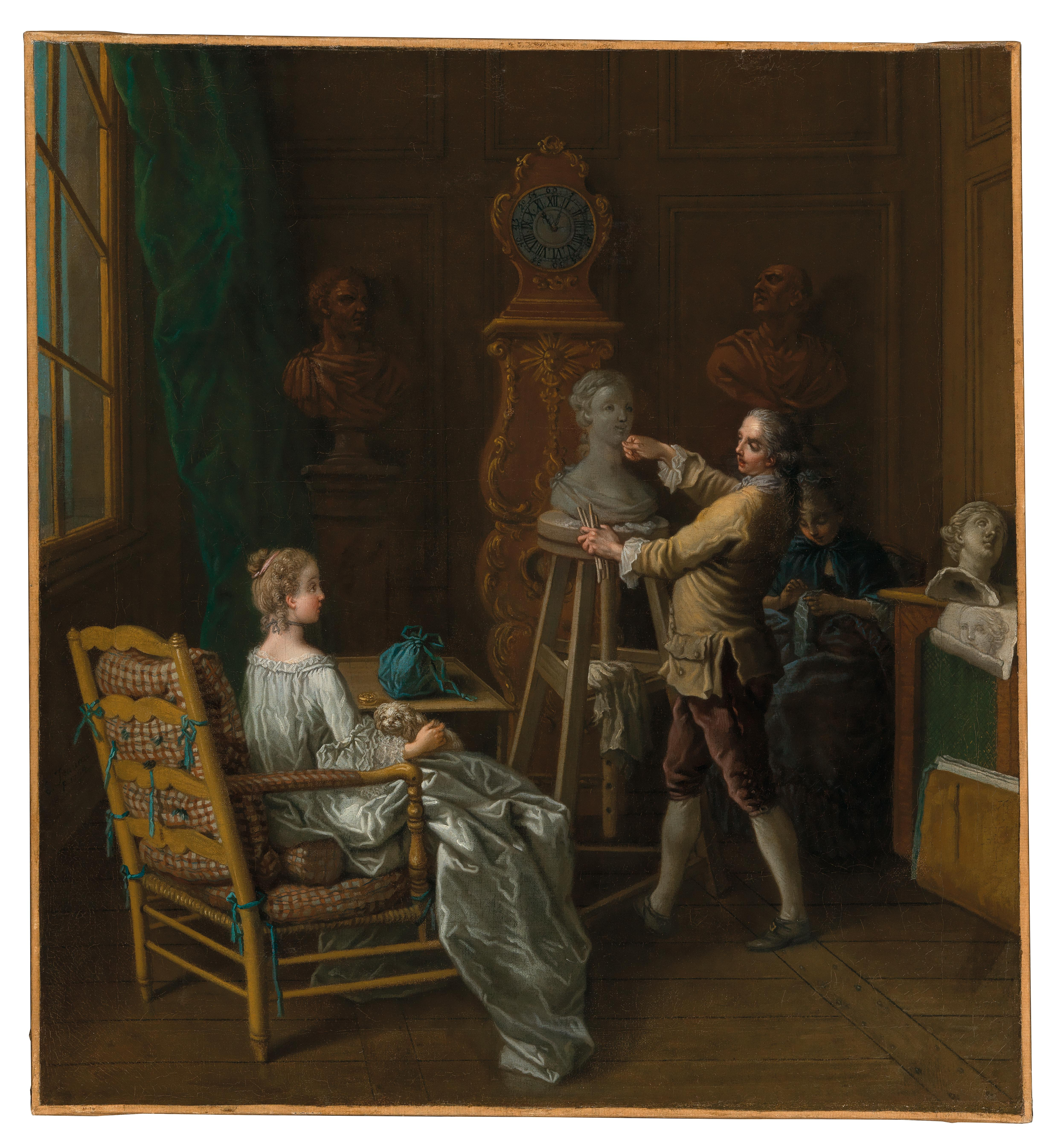
Скульптор в своей мастерской. 1764. Частное собрание